# Guduscanos

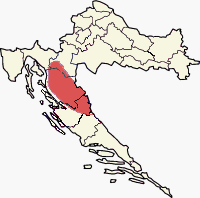
La región de Lika, posible tierra de los guduscanos.

Los guduscanos (en croata: Guduščani, Gačani) eran una tribu que habitaba aproximadamente las orillas del Gacka (río de la región de Lika), entre el curso alto del Kupa y la costa dálmata, o los habitantes de la cuenca del río Guduča, cerca de la comarca de Bribir.

## Etimología
Petar Skok y Radoslav Katičić creyeron que el etnónimo provenía del protoeslavo  gъd-, similar al gude protoprusiano y que significa «bosque». Skok y Petar Šimunović, también pensaron que podía tener por origen el protoeslavo gadъ (<gu-odh-/guedh-), «serpiente», o gatъ, «brecha, fosa, presa». Constantino VII (905-959) menciona en su obra De Administrando Imperio el condado de Croacia del siglo X llamado "Gūtzēkă", que se suele traducir como Gacka. Algunos identificaron este como un etnónimo de los guduscanos, pero no es seguro que el río obtuviera su nombre de la tribu. Existe una opinión, minoritaria, que afirma que los guduscanos eran restos de grupos godos; sin embargo, el estado godo estuvo en Italia y dejó de existir a mediados del siglo VI, mientras que su presencia en la antigua provincia romana de Dalmacia y Liburnia fue escasa. Lo más probable es que los guduscanos fueran una mezcla de nativos y eslavos.

## Historia
En los Anales francos, los guduscanos aparecen como aliados de los carolingios; en el texto, el duque Borna es el dux Dalmaciae, dux Dalmatiae et Liburniae y dux Guduscanorum. Borna ostentaba el título de príncipe (dux) de los guduscanos, por lo que estos quizá eran la base de su autoridad y tal vez ocupaban el territorio que va desde Bribir (junto al río Guduča, afluente del Krka) en Dalmacia hasta Gacka en Lika, al sur de la Baja Panonia.
Participaron en la embajada que Borna envió en el 818 a la corte de Ludovico Pío en Herstal, junto con los timocianos y praedenecenti (posiblemente una escisión de los abodritas). Algunos estudiosos los relacionaron con los jashānīn (posiblemente casubios) que menciona Al-Masudi, pero la vieja consideración de que provenían del territorio de Mesia y que junto con los timocianos se coligaron con los francos está en tela de juicio, por la falta pruebas la avalen.
Lucharon junto a Borna contra Ludovico, el duque de los eslavos en la Baja Panonia, en el 819. Formaron parte del ejército que aquel condujo contra Ludovico en la batalla de Kupa (819), pero desertaron antes de la batalla. Sin embargo, Borna conquistó sus tierras nuevamente al regresar de la batalla.
Algunos historiadores consideran que era una tribu separada de los croatas. Borna posiblemente era su jefe y representaban sólo una pequeña tribu entre otras de la Croacia medieval. Parece que solamente en tiempos de Mislav o Trpimir se impuso una dinastía claramente croata en la zona.